# حلف اقتصادي
التحالف الاقتصادي هو معاهدة بين شركات، عادةً يكونون لتخفيض التكاليف وتحسين الخدمات للزبائن. الكثير من شركات الطيران يشاركون في تحالف أو حلف اقتصادي...